# Ophioplinthus granulifera
Ophioplinthus granulifera är en ormstjärneart som först beskrevs av Bernasconi och D'Agostino 1973.  Ophioplinthus granulifera ingår i släktet Ophioplinthus och familjen fransormstjärnor. Inga underarter finns listade i Catalogue of Life.